# Jacob Mauvillon
Jacob Mauvillon (Leipzig, 8 de març de 1743 - Braunschweig, 11 de gener de 1794) fou un escriptor alemany. Estudià dret i després llengües i matemàtiques; durant la guerra dels Set Anys va estar al servei de Hannover (1759 - 1765); el 1766 fou col·laborador en el Pedagogium d'Ilfeld, i el 1771 professor de construccions militars. Admès el 1785, amb el grau de major, en l'exèrcit de Brunsvic, ascendí a tinent coronel del cos d'enginyers i ensems desenvolupà una càtedra en el Carolinum, i va escriure, per encàrrec de Mirabeau, que per aquell temps estava a Berlín i que li proporcionà el material necessari per a l'obra vers Prússia, que aquell publicà amb el seu nom propi a París, i que Mauvillon reformà més tard en el seu Schilderung des preussischen Staats unter Friedrich II (Leipzig, 1793 - 1795). Fou ardent partidari de la Revolució Francesa, i això li ocasionà seriosos problemes.
A més de l'obra citada va escriure:
- Physuiokratische Briefe an Dohn, (Braunschweig, 1780)
- Einleitung in die militarischen Wissenschaften, (Braunschweig, 1783)
- Geschichte Ferdinands, Herzogs von Braunschweig, Braunschweig, 1794)

I altres obres, algunes de les quals escrites en francès: 
- Col·lecció de memòries sobre afers d'Economia política,
- Política i Història moderna,
- Assaig sobre la influència de la pólvora en l'art de la guerra moderna,
- Assaig històric sobre l'art de la guerra durant la Guerra dels Trenta Anys,
- Proverbis dramàtics,
- L'home i la dona en les seves mútues relacions,

També publicà les cartes de Mirabeau, amb el títol de Cartes del comte Mirabeau a un dels seus amics d'Alemanya, i va traduir al francès, entre altres obres, les Cartes de Madame Savigné, la Història filosòfica d'ambdues Indies, de Raynal (1774-78), i Consideracions sobre la formació de les riqueses, de Turgot (1775, etc.